# Chilly (Haute-Savoie)
Chilly is een gemeente in het Franse departement Haute-Savoie (regio Auvergne-Rhône-Alpes.) De plaats maakt deel uit van het arrondissement Saint-Julien-en-Genevois. Chilly telde op 1 januari 2022 1.646 inwoners.

## Geografie
De oppervlakte van Chilly bedroeg op 1 januari 2022 18,58 vierkante kilometer; de bevolkingsdichtheid was toen 88,6 inwoners per km².

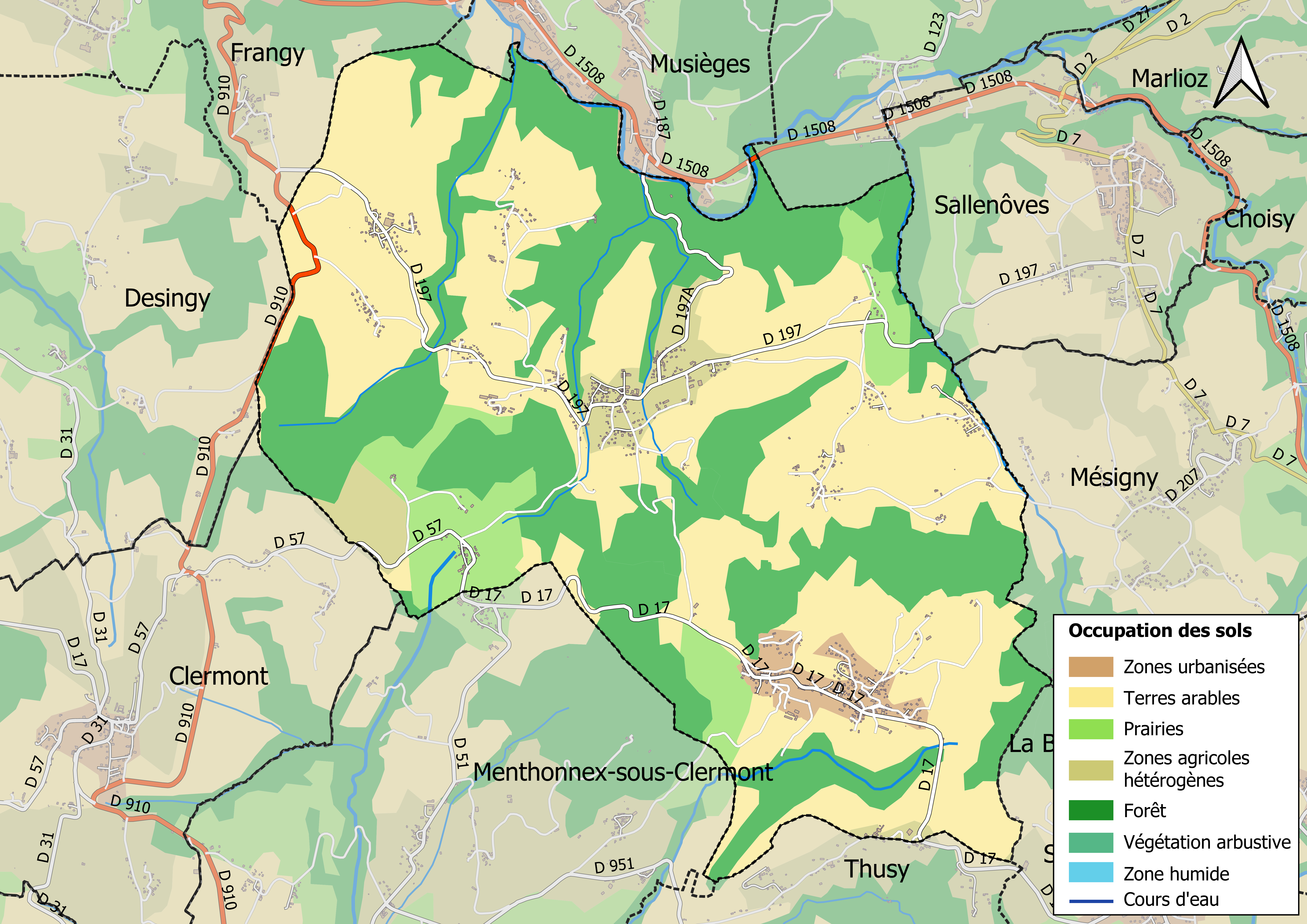
Kaart van de gemeente met de belangrijkste infrastructuur, bodemgebruik en omliggende gemeenten

## Demografie
Onderstaande figuur toont het verloop van het inwonertal (bron: INSEE-tellingen).